# Sängerformant
Als Sängerformant oder Singformant bezeichnet man einen Formanten im Frequenzbereich um 3 kHz, der bei der Singstimme ausgebildeter Sänger entsteht.

## Beschreibung
Da der Frequenzbereich um die 3000 Hertz in der natürlichen menschlichen Sprache kaum besonders hervorgehoben vorkommt, ist zur Erlangung des Sängerformanten eine intensive, mehrjährige Ausbildung der Sängerstimme notwendig.
Ein ausgeprägter Sängerformant ist für eine unverstärkt singende Stimme bedeutsam, da Frequenzen um 3000 Hertz für die Tragfähigkeit einer Stimme eine entscheidende Rolle spielen. Das heißt, der Sängerformant ist gut ausgeprägt, wenn in einem gesungenen Ton die Frequenzen zwischen 2800 und 3300 Hertz, unabhängig von der Grundfrequenz, relativ stark hervortreten. Es ist hierbei zu beachten, dass die Töne cis2, f2 und die meisten Töne ab as2 keine Obertöne in diesem Frequenzbereich haben. Es ist für Messungen im Sängerformanten daher unter Umständen nützlich, das Frequenzband des Sängerformanten auf 2600 bis 3400 Hertz festzulegen. In diesem Frequenzbereich haben alle Töne bis einschließlich cis3 Obertöne.
Mit den Frequenzanteilen im Sängerformanten ist es einer ausgebildeten Singstimme möglich, sich gegen Störgeräusche und selbst gegen ein größeres Orchester besser durchzusetzen. Dabei klingt eine ganze Serie von hohen Obertönen verstärkt mit, die den Klang der Stimme deutlich prägen, dieses wird auch oft als „Klingeln“ (auch „Glanz“ oder „Strahlkraft“) in der Stimme bezeichnet. Der Sängerformant prägt damit den Charakter einer Stimme, wie z. B. den „metallischen“ Klang des Heldentenors.
Der Sängerformant entsteht insbesondere durch die Bündelung („Clusterung“) des dritten bis fünften Formanten des Vokaltrakts (oder Ansatzrohrs). Hohe Schalldruckpegel des Sängerformanten sind insbesondere bei sängerisch aktiven, ausgebildeten Singstimmen zu finden und sind hauptsächlich bei männlichen Stimmen nachweisbar. Vor allem wird dieser Frequenzbereich durch Tiefstellung des Kehlkopfs erreicht. Sängerinnen nutzen dagegen vorwiegend das Formanttuning als Klangstrategie.
Die Sängerformanten von Enrico Caruso und von Plácido Domingo wurden übereinstimmend mit 2800 Hertz festgestellt. Bei dieser Frequenz liegt der Ton f4.
Aus den obigen Ausführungen sollte nicht der Fehlschluss abgeleitet werden, dass der Einsatz des Sängerformanten zum Singen unabdingbar notwendig sei. Im Gegenteil ist das Singen ohne ausgeprägten Sängerformant im Laien-(Chor-)Bereich die Regel, mit der sich ohne weiteres musikalisch befriedigende Ergebnisse erzielen lassen. Schwer möglich ist jedoch die Integration einer ausgebildeten, mit Sängerformant singenden Stimme in einen Laienchor, da sich die solistische Stimme nicht mit dem Chorklang mischt. Mit einer ausgebildeten solistischen Stimme im Chor zu singen ist nur möglich, wenn der Sänger in der Lage ist, die Dämpfungshaltung seiner Mundhöhle beim Singen bewusst zu beeinflussen.

## Beispiele
In den folgenden Beispielen sind jeweils die Frequenzspektren der Vokale i und u zu sehen, die von zwei verschiedenen, männlichen Baritonstimmen auf der Tonhöhe a (220 Hertz) gesungen wurden. Der Vokal u hat naturgemäß wenig ausgeprägte Obertöne, der Vokal i hingegen stark ausgeprägte Obertöne. Der auf der linken Seite dargestellte Sänger verfügt über eine ausgebildete Gesangsstimme, der auf der rechten Seite dargestellte Sänger nicht. Der Sängerformant ist zwischen 2600 und 3400 Hertz ausgewertet (in den Diagrammen grau hinterlegt) und wird in Prozent der spektralen Stärke in diesem Frequenzbereich bezogen auf den gesamten Frequenzbereich angegeben. Die Darstellung des Schalldruckpegels ist auf der vertikalen Achse logarithmisch in Dezibel (dB), damit die verschiedenen Obertöne besser erkennbar werden. Eine Differenz von 20 dB entspricht einem Unterschied von einer dezimalen Größenordnung mit dem Faktor 10.
|  |  |
|  |  |

In den Diagrammen ist zu erkennen, dass der zwölfte Oberton bei zirka 2860 Hertz beim ausgebildeten Sänger bei beiden Vokalen deutlich stärker hervortritt. Der unausgebildete Sänger hat beim Vokal u fast gar keine auffallende Schalldruckamplitude (dB) im Sängerformanten (0,4 %). Hier ist der Schalldruck beim ausgebildeten Sänger etwa zehnmal so hoch (4,4 %), das Maximum der Spitze bei 2860 Hertz liegt sogar um etwa 36 Dezibel (dB) höher, was einem Faktor von 63 entspricht.
Beim obertonreicheren Vokal i sind die Frequenzanteile im Sängerformanten insgesamt viel höher (3,9 % und 10,5 %), aber auch hier beim ausgebildeten Sänger deutlich stärker ausgeprägt.

### Hörbeispiel
Im Beispiel sind zwei vom selben Bariton in gleicher Lautstärke gesungene F-Dur-Tonleitern zu hören; zuerst ohne und danach mit aktiviertem Sängerformant: